# Класифікаційне товариство
Класифікаці́йне товари́ство або реєстраці́йне товари́ство — установа, що займається реєстрацією суден та оцінюванням їх характеристик за допомогою інституту сюрвеєрів на основі розроблених товариством правил побудови суден різних типів.
Ця оцінка полягає у тому, що класифікаційні товариства присвоюють суднам той чи інший так званий технічний клас, причому для суден, які будуються за правилами цих товариств і під наглядом їхніх агентів, присвоєння цього класу є значно простішою процедурою, ніж присвоєння технічного класу суднам, конструкція яких відступає від цих правил.
Технічний клас присвоюється суднам на певний термін, зазвичай 5-річний, після закінчення якого кожне судно для збереження свого класу повинно піддатися оглядам з боку класифікаційної установи. На основі цих оглядів вирішуються питання, чи може бути збережений присвоєний раніше судну клас, який ремонт необхідний для збереження судном класу тощо. При будь-яких більш-менш значних аваріях судно автоматично втрачає свій клас, який може бути відновлений лише на основі спеціального огляду судна за рішенням і на умовах, що залежать від класифікаційного товариства.
Основними задачами класифікаційних товариств є:
- розроблення і видання правил класифікації, спорудження і забезпечення безпеки суден;
- перевірка класифікаційної документації (креслеників) на нових і переобладнаних судах;
- нагляд за побудовою нових суден та їх прийманням, нагляд за ремонтом і переобладнанням старих суден;
- класифікація та класифікаційні (ревізійні) огляди суден, що перебувають в експлуатації;
- реєстрація суден у судновому Регістрі.

Класифікаційні товариства є технічними організаціями, що діють на комерційних засадах, так як вони стягують плату за огляд суден і присвоєння їм технічного класу.
Найбільші класифікаційні товариства з 1968 року об'єднані у Міжнародну асоціацію класифікаційних товариств (англ. International Association of Classification Societies, IACS) і понад 90% тоннажу світового торговельного флоту перебуває у класі товариств-членів IACS.
Ці товариства публікують для загального користування правила побудови суден і таблиці для визначення розмірів складових частин їх корпусів. Найпоширенішими є правила двох найстаріших товариств: англійського Lloyd's Register і французького Bureau Veritas.
Щорічно реєстраційні товариства випускають регістрові книги, у яких подають відомості про технічний стан зареєстрованих у них суден. Найповнішою реєстровою книгою є книга англійського Lloyd's Register, у якій подаються відомості про морські судна всього світу, що мають валову місткість у 100 і більше реєстрових тонн.